# Axel Noack (Leichtathlet)
Axel Noack (* 23. September 1961 in Görlitz) ist ein ehemaliger deutscher Leichtathlet und Olympiateilnehmer, der in den 1980er und 1990er Jahren im Gehen erfolgreich war. Bis 1990 startete er für die DDR.

## Leben
Am 21. Juni 1987 stellte er in Chemnitz eine Weltbestleistung im 20-km-Gehen mit 1:19:12,0 h auf.
Bei den Halleneuropameisterschaften 1990 in Glasgow gewann er die Bronzemedaille im 5000-Meter-Gehen.
Er wurde fünfmal DDR-Meister: 1984 im 50-km-Gehen in 4:00:41 h, 1987 im 10.000-Meter-Bahngehen in 39:29,72 min und 20-km-Gehen in 1:21:34 h, 1990 im 20.000-Meter-Bahngehen in 1:22:26,10 h sowie bei den DDR-Hallenmeisterschaften im 5000-Meter-Bahngehen in 18:08,11 min.
Er hatte bei einer Größe von 1,82 m ein Wettkampfgewicht von 74 kg.
Noack war als Jugendathletiktrainer am Olympiastützpunkt des Deutschen Basketball Bunds als Trainer tätig.

## Einsätze bei internationalen Höhepunkten im Einzelnen

### 5000-Meter-Bahngehen
- 1990, Halleneuropameisterschaften: Platz 3 (19:08,36 min)

### 20-km-Gehen
- 1986, Europameisterschaften: disqualifiziert
- 1987, Weltmeisterschaften: disqualifiziert
- 1988, Olympische Spiele: Platz 8 (1:21:14 h)
- 1990, Europameisterschaften: aufgegeben
- 1991, Weltmeisterschaften: Platz 11 (1:21:35 h)
- 1992, Olympische Spiele: Platz 20 (1:29:55 h)

### 50-km-Gehen
- 1993, Weltmeisterschaften: Platz 4 (3:43:50 h)
- 1994, Europameisterschaften: Platz 10 (3:50:32 h)
- 1995, Weltmeisterschaften: Platz 13 (3:55:51 h)
- 1996, Olympische Spiele: Platz 12 (3:51:55 h)
- 1997, Weltmeisterschaften: Platz 16 (3:59:29 h)
- 1998, Europameisterschaften: disqualifiziert

Axel Noack startete zunächst für den TSC Berlin, später für den OSC Berlin. Er hatte ein Wettkampfgewicht von 70 kg bei einer Größe von 1,82 m.